# 征服者 (ドクター・フーのエピソード)
「征服者」（せいふくしゃ、原題："The Vanquishers"）は、イギリスのSFドラマ『ドクター・フー』の第13シリーズ第6話であり、Doctor Who: Flux として知られる六部作エピソードの第6部。2021年12月5日にBBC Oneで最初に放送された。

## 制作
脚本はショーランナーであり製作総指揮のクリス・チブナルが執筆した。本作は第3話「ポストフラックス」や第5話「宇宙の終わり」と共に第2ブロックに位置付けられており、監督はAzhur Saleemが担当した。
本作では13代目ドクター（演：ジョディ・ウィテカー）とヤズミン・カーン（演：マンディップ・ギル）、およびダン・ルイス（演：ジョン・ビショップ）が登場する。

## 放送
「征服者」は Flux と題された六部作の物語の第6部として2021年12月5日に放送された。イギリスでのその晩の視聴者数は358万人であった。放送後7日間の視聴者数の合計は464万人であり、これはその週のBBC Oneの番組で6番目に高く、全チャンネルでは26番目に高い記録であった。
日本では2022年10月25日にHuluでの第13シリーズの配信が報じられ、11月17日より第4話「天使たちの村」および第5話「宇宙の終わり」と共に配信が開始された。日本語字幕版のみであり、吹替版の配信は無い。

## 批評
| 専門評論家によるレビュー | 専門評論家によるレビュー |
| レビュー・スコア         | レビュー・スコア         |
| 出典                     | 評価                     |
| ------------------------ | ------------------------ |
| ラジオ・タイムズ         | [ 12 ]                   |
| The A.V. Club            | B-                       |
| インデペンデント         | [ 14 ]                   |
| ザ・テレグラフ           | [ 15 ]                   |

ラジオ・タイムズのパトリック・マルケーンは、COVID-19の流行下でクリス・チブナルが彼自身に出来る最高の『ドクター・フー』を作ったとし、六部作の連続シリーズにしたことが勝因だったと述べた。彼はソリトラクト、レムナント、ステンザ、カサーヴィン、ドレグといったチブナルのシリーズでのオリジナルのエイリアンが忘れ去られていることを悲観した一方、アズールとスウォームという印象的な敵が登場したことを認めた。また、ドクターが3つの時空に分岐したことについては巧妙で新しく『ドクター・フー』の新シリーズらしいとコメントした。最後に、彼はドクターが失われた記憶をターディスの奥底に封印したことについて、『ドクター・フー』という疑問に答えない形で完璧だとした。
The A.V. Club のキャロライン・セイドは、普段焦点を当てられることのない登場人物について掘り下げ、過剰な展開を避けることを望んでいた。しかし彼女曰く、本作ではフラックスにより既に破壊された宇宙に対してドクターが何もしておらず、また前話「宇宙の終わり」でのテクテユンの死が一切言及されていないことから、無駄な展開や小ネタが多かった。彼女は、内容を詰め込み過ぎで編集が雑になっており、六部作の物語としては失敗していると批判した。彼女はドクターが3人に分かれて自分との掛け合いを行うことを本作の長所としたが、余談や説明が多く、ジェリコの死やヤズとドクターの3年越しの再会といった本来感情を揺さぶるべきである要素が添え物になっていると述べた。彼女はフラックスがパッセンジャーで処理できるならば何故序盤で惑星を破壊できたのかという矛盾や、スウォームとアズールが簡単に退場したことも批判した。最後に彼女は一貫性の無さを指摘した後、カルバニスタとドクターの相互作用を褒め、今後はハートフルで複雑すぎない物語を求める形でレビューを終えた。
インデペンデントのイソベル・ルイスは、「まばたきするな」で10代目ドクターが発言した"wibbly wobbly, timey wimey"を引用した。彼女は第3話「ポストフラックス」を暗に批判しつつ、中盤に中だるみがあったものの、満足する内容であったとした。彼女はソンターランについて外見上の理由で脅威が伝わらないと述べつつ、フラックスの中での生命の無限の死を望むアズールとスウォームについて魅力的とした。最後に彼女はチブナルが挑戦的だったと述べ、レビューを締め括った。
ザ・テレグラフのマイケル・ホーガンは、クリス・チブナルは六部作のシリーズの制作に成功しなかったと判断した。彼はドクターの作戦が視聴者に伝わりづらいことを指摘し、またケイト・スチュワートの出番が自己紹介に終始していることを批判した。彼は、ドクターが3人に分裂したことについてもクリエイティブな発想に基づくものではなく、物語上の必要性があったためにそうした印象を受けたと述べた。彼はジェリコの自己犠牲や種族を失ったカルバニスタの悲痛、宇宙船の艦隊のグラフィックを賞賛した一方、迷宮のような物語になっていて完成品ではない脚本のワークショップを見ているようだと述べた。最後に彼は、ウィテカーがドクターとして出演する期間が竜頭蛇尾に終わることを危惧し、レビューを終えた。